# 南谷大火
南谷大火（英語：South Canyon Fire）是美国1994年的一起山火火灾。火灾始于1994年7月6日，由一道闪电引起，现场位于科罗拉多州格伦伍德斯普林斯斯多姆金山，造成14名森林消防员死亡。这次火灾亦稱“斯多姆金大火”（Storm King Fire）。

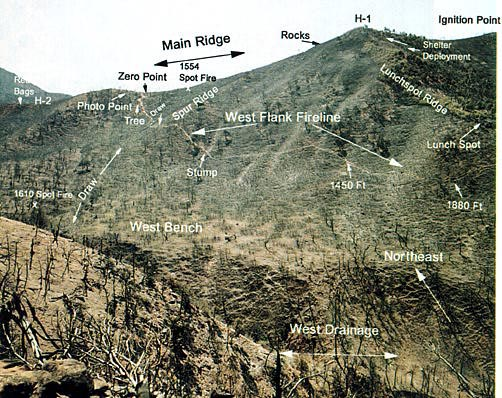
南谷大火西翼消防线景观

南谷大火也是约翰·麦克林《Fire on the Mountain: The True Story of the South Canyon Fire》一书的主题。